# Canton de Montfermeil
Le canton de Montfermeil est une ancienne division administrative française située dans le département de la Seine-Saint-Denis et la région Île-de-France.
Il a intégré le canton de Tremblay-en-France lors du redécoupage cantonal de 2014 en France.

## Histoire
Le canton de Montfermeil a été créé par le décret du 20 juillet 1967, lors de la constitution du département de la Seine-Saint-Denis. Il comprenait les communes de Montfermeil, Vaujours et Coubron.
Un nouveau découpage territorial de la Seine-Saint-Denis entré en vigueur à l'occasion des premières élections départementales suivant le décret du 21 février 2014. Les conseillers départementaux sont, à compter de ces élections, élus au scrutin majoritaire binominal mixte. Les électeurs de chaque canton élisent au Conseil départemental, nouvelle appellation du Conseil général, deux membres de sexe différent, qui se présentent en binôme de candidats. Les conseillers départementaux sont élus pour 6 ans au scrutin binominal majoritaire à deux tours, l'accès au second tour nécessitant 12,5 % des inscrits au 1er tour. En outre, la totalité des conseillers départementaux est renouvelée. Ce nouveau mode de scrutin nécessite un redécoupage des cantons dont le nombre est divisé par deux avec arrondi à l'unité impaire supérieure si ce nombre n'est pas entier impair, assorti de conditions de seuils minimaux. En Seine-Saint-Denis, le nombre de cantons passe ainsi de 40 à 21.
Dans ce cadre, le canton de Montfermeil disparait, ses trois commune étant intégrée dans le canton de Tremblay-en-France.

## Administration
| Période | Période          | Identité          | Étiquette     | Qualité                                                                                         |
| ------- | ---------------- | ----------------- | ------------- | ----------------------------------------------------------------------------------------------- |
| 1967    | 1979             | Michel Rosenblatt | PCF           | Mécanicien en machines de bureau puis journaliste Maire de Montfermeil (1970 → 1978)            |
| 1979    | 1992             | Jean Corlin       | DVD           | Maire de Coubron (1969 → 1990) Député suppléant                                                 |
| 1992    | 1995 (démission) | Pierre Bernard    | DVD           | Officier des troupes de marine retraité Maire de Montfermeil (1983 → 2002) Député (1995 → 1997) |
| 1995    | 2015             | Raymond Coënne    | DVD, puis UMP | Chef d'entreprise retraité Maire de Coubron (1990 → 2014)                                       |

## Composition
| Communes    | Population (2012) | Code postal | Code Insee |
| ----------- | ----------------- | ----------- | ---------- |
| Coubron     | 4 712             | 93470       | 93015      |
| Montfermeil | 25 963            | 93370       | 93047      |
| Vaujours    | 6 643             | 93410       | 93074      |

## Démographie
| 1962   | 1968   | 1975   | 1982   | 1990   | 1999   | 2006   | 2011   | - | - |
| ------ | ------ | ------ | ------ | ------ | ------ | ------ | ------ | - | - |
| 17 791 | 27 990 | 31 348 | 32 107 | 35 554 | 34 303 | 36 774 | 37 318 | - | - |